# Deutschland im Jahre Null
Deutschland im Jahre Null ist der dritte Film aus einer Neorealismus-Trilogie von Roberto Rossellini. Der Film zeigt die Geschichte eines zwölfjährigen Jungen, der sich im Nachkriegsdeutschland in einer Welt, die durch Hunger und Überlebenskampf geprägt ist, um den Lebensunterhalt seiner Familie kümmern muss. Der Film wurde im Sommer 1947 im zerbombten Berlin gedreht.

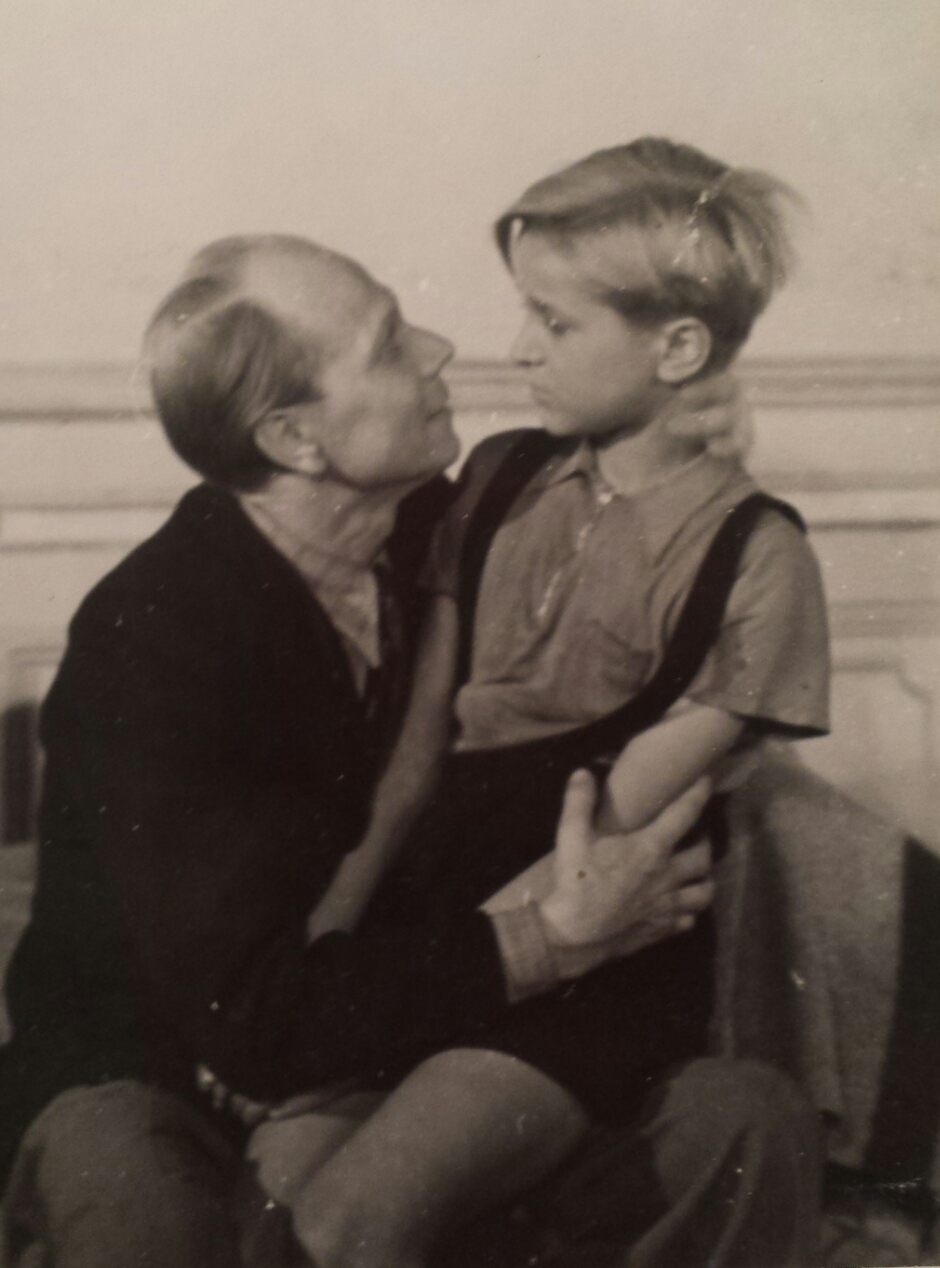
Lehrer: Erich Gühne und Edmund Meschke

## Die Personen
Edmund – Er ist ständig unterwegs, um für sich und seine Familie Geld und Essbares zu besorgen. In seiner Umgebung erfährt er stets von neuem Ablehnung und Abwehr.
Der Vater – Er ist herzkrank und durch Hunger stark geschwächt. Da er zum Lebensunterhalt der Familie nichts beitragen kann, glaubt er, dass es für alle Beteiligten am besten wäre, wenn er stürbe. Er erklärt weiterhin, dass es ein Fehler war, dem Nationalsozialismus nicht entgegengetreten zu sein.
Die Schwester – Sie ist für den Haushalt zuständig und kümmert sich mit Hingabe um den kranken Vater. Abends trifft sie sich häufig mit Soldaten der Besatzungsmächte. Mehrfach wird ihr von Leuten aus ihrer Umgebung empfohlen, sich auf „mehr“ einzulassen und gibt als Antwort, dass es ihr genüge, wenn sie etwas Zerstreuung finde und an jedem Abend einige Zigaretten (siehe Zigarettenwährung) mit nach Hause bringe.
Der Bruder – Er ist ein jugendlicher Kriegsheimkehrer. Er fürchtet sich davor, von den alliierten Machthabern für seinen Einsatz als Soldat bestraft zu werden und in ein Kriegsgefangenenlager gesteckt zu werden. Da er sich nicht registrieren lässt, erhält er keine Essenskarte und keine Arbeitserlaubnis. In der Familie leben daher vier Personen von drei Essenskarten.
Lehrer Enning – Er kann seinem Beruf als Lehrer nicht mehr nachgehen, da er für die Behörden im Nachkriegsdeutschland mit seinen nationalsozialistischen Auffassungen als Pädagoge nicht akzeptabel ist. Er betätigt sich in einem Ring von Pädophilen
als Zulieferer und verdient Geld mit Schwarzmarkt-Geschäften.
Herr Rademacher – Ein Hauseigentümer, der vom Wohnungsamt Mieter zugeteilt bekommen hat. Er beschwert sich häufig über deren hohen Energieverbrauch. Die eigenen Energieprobleme löst er dadurch, dass er illegal Strom für den eigenen Haushalt abzweigt. Den Mitbewohnern gegenüber zeigt er sich außerordentlich misstrauisch. Edmund zum Beispiel wird von ihm verdächtigt, Geld unterschlagen zu haben.

## Handlung
Dem Film sind gesprochene Erläuterungen des Regisseurs vorangestellt. Rossellini erklärt, dass es ihm mit dem Film allein um eine objektive Bestandsaufnahme zu der Situation im Berlin des Jahres 1947 gehe. Zuletzt fügt er noch hinzu: „Sollte jedoch jemand glauben, nachdem er diese Geschichte von Edmund Köhler miterlebt hat, es müsste etwas geschehen, man müsste den deutschen Kindern beibringen, das Leben wieder lieben zu lernen, dann hätte sich die Mühe desjenigen, der diesen Film gemacht hat, mehr als gelohnt.“
Edmund hat Arbeit beim Gräber-Ausheben auf einem Friedhof. Da er langsamer schaufelt als die erwachsenen Arbeitskräfte, fällt er auf. Es kommt heraus, dass er keine „Arbeitskarte“ hat, und er muss den Friedhof verlassen. Auf dem Heimweg sieht er ein Pferd auf der Straße liegen, das offenbar soeben verendet ist. Sofort haben sich etliche Leute um das Tier versammelt. Einer schneidet an dem Tierkadaver herum, um an ein Stück Fleisch zu gelangen. Zu Hause angekommen erfährt Edmund, dass es Probleme mit den Stadtwerken gibt. Der Vertreter der Stadtwerke, der ins Haus gekommen ist, lässt sich jedoch mit kleinen Geschenken zu einem nachsichtigen Verhalten überreden. Der Hauseigentümer Rademacher übergibt Edmund eine Waage, damit er sie auf dem Schwarzmarkt verkauft. Edmund gerät damit an einen Händler, der betrügerische Absichten hegt. Zuletzt hat er statt der gewünschten 300 Mark nur zwei Konservendosen bekommen und wird von Rademacher beschuldigt, das Geld unterschlagen zu haben. Rademacher beklagt sich darüber, dass Edmunds Vater in der Nacht oft stöhnt: „Das dauernde Gejammer und Gewimmere von deinem Vater […] Warum verreckt der nicht – damit wir unsere Ruhe haben.“
Edmund begegnet seinem ehemaligen Lehrer Enning. Dieser sucht körperlichen Kontakt zu Edmund. Doch der Knabe erkennt nicht, dass Ennings Interesse sexuell getönt ist und bleibt ihm gegenüber bei einer naiv-vertrauensvollen Grundhaltung. Edmund bekommt von Enning eine Schallplatte mit einer Rede von Hitler ausgehändigt. Er soll die Schallplatte zur Reichskanzlei tragen und dort an Soldaten der Alliierten verkaufen. Das gelingt ihm auch; von dem Erlös kann er zehn Mark behalten. Anschließend trifft er seine Freunde Jo und Christel. Auch diesen gegenüber muss er auf der Hut sein. Ein angebliches Stück Seife, das er von Jo verkauft bekommt, stellt sich als eine Verpackung ohne Inhalt heraus. Ein Arzt wird zum kranken Vater gerufen und diagnostiziert Herzschwäche und einen schlechten Allgemeinzustand. Er überweist ihn in ein Krankenhaus. Dort bekommt der Vater nach langer Zeit mal wieder ordentliches Essen. Als man den Vater aus dem Krankenhaus zurückerwartet, wendet sich Edmund mit der Bitte um Hilfe an Enning und bekommt von diesem folgenden Rat: „Um ihn am Leben zu erhalten, könnt ihr doch nicht alle verhungern. […] Schau dir die Natur an. Die Schwachen werden vernichtet, damit die Starken bleiben. Man muss eben den Mut haben, die Schwachen verschwinden zu lassen. Darüber musst du dir klar sein, mein Junge. Es geht darum, dass wir uns retten.“ Der Vater ist wieder im Haus der Familie. Es gibt kaum was zu essen für ihn, nur ein paar Kartoffeln. Edmund bereitet dem Vater einen Tee, in den er etwas von einem Gift mischt, das er an sich genommen hat, als er den Vater im Krankenhaus besucht hat. Der Vater trinkt den vergifteten Tee und stirbt bald darauf. Die Mitbewohner, die sich an seinem Totenbett versammeln, kommen zu dem Ergebnis, dass er verhungert sei.
Edmund geht zu Enning und erklärt ihm: „Ich habe es getan.“ Als dem Lehrer klar wird, dass Edmund den Vater ermordet hat, packt ihn die Sorge, er könnte als Anstifter angeklagt werden. Er distanziert sich heftig von Edmund und nennt ihn ein Ungeheuer. Gleich darauf erklärt er jedoch: „Wir werden schon einen Weg finden.“ Edmund jedoch läuft erschreckt davon. Er läuft durch die Straßen von Berlin. Als er versucht, sich einer Gruppe von Fußball spielenden Kindern anzuschließen, wird er abgewiesen. Für längere Zeit hält er sich in einer Ruine auf, die dem Wohnhaus seiner Familie gegenüberliegt. Er sieht und hört, dass die Schwester nach ihm ruft, antwortet jedoch nicht. Der Zuschauer hat zu diesem Zeitpunkt bereits in Andeutungen erfahren, dass er mit dem Gedanken spielt, sich das Leben zu nehmen. Zuletzt stürzt er sich tatsächlich aus dem Haus in den Tod.

## Interpretation
Rossellini zeichnet ein sehr düsteres Bild von den Verhältnissen im Nachkriegsdeutschland. Dabei wird seine Haltung gegenüber dem Geschehen im damaligen Deutschland deutlich. Er ist ganz offenbar der Meinung, dass dieses Land noch einen langen Weg vor sich hat, wenn es die Schatten der Vergangenheit loswerden will. Bei dem Jungen zumindest, den er dem Publikum vorführt, geht die moralische Verwirrung, in der er steckt, so weit, dass er sogar bereit ist, den eigenen Vater zu ermorden.

## Rezeption
In Deutschland ist der Film nur selten gezeigt worden. Die Haltung, die der Publizist Hans Habe 1949 in der Süddeutschen Zeitung dem Film gegenüber gezeigt hat, wird oft als beispielhaft gesehen: „Rossellini pflückt in diesem Film nicht Blumen vom Grab einer Nation, er erbricht sich in den Sarg.“
Obwohl der Film damals mit entscheidender technisch-organisatorischer Hilfe der DEFA entstanden ist, wurde er erst 1987 anlässlich der 750-Jahr-Feier Berlins durch das Archiv-Filmtheater CAMERA im Osten Deutschlands erstaufgeführt.
2003 erstellte die Bundeszentrale für politische Bildung in Zusammenarbeit mit zahlreichen Filmschaffenden einen Filmkanon für die Arbeit an Schulen und nahm diesen Film in ihre Liste mit auf.

## Entstehungsgeschichte
Die Idee zu dem Film hat Rossellini in Frankreich entwickelt. Da er den Titel des Films von einem Buch übernommen hat („L’An zéro de l’Allemagne“ von Edgar Morin) kann man davon ausgehen, dass die Lektüre des Buchs ihn stark beeinflusst hat. Es handelte sich dabei um die Arbeit eines französischen Soziologen über das Denken der Nachkriegsdeutschen.
Rossellini hat den Film dem Andenken seines im Jahr 1946 an einem Blinddarmdurchbruch verstorbenen Sohnes Romano gewidmet.

## Auszeichnungen
Internationales Filmfestival von Locarno 1948:
- Großer Preis für den besten Film für Roberto Rossellini
- Preis für das beste Originaldrehbuch für Roberto Rossellini, Carlo Lizzani und Max Kolpé